# Roger of Leicester (Bischof)
Roger of Leicester (auch Roger de Beaumont; † 7. Juli 1202 in Cambuskenneth Abbey) war ein anglo-schottischer Geistlicher und Minister. Von etwa 1188 bis 1189 diente er als königlicher Kanzler, anschließend wurde er Bischof von St Andrews.

## Herkunft, Ernennung zum königlichen Kanzler und Wahl zum Bischof
Roger war der dritte Sohn von Robert de Beaumont, 3. Earl of Leicester, und von dessen Frau Petronilla de Grandmesnil. Seine Schwester Margaret heiratete den anglo-schottischen Magnaten Saer de Quincy. Diese Heirat erklärt möglicherweise, warum Roger an den Hof des schottischen Königs Wilhelm I. kam. Die Mutter des schottischen Königs, Ada de Warenne, war dazu eine Halbschwester von Rogers Großvater Robert de Beaumont, 2. Earl of Leicester gewesen. In einer um 1188 in Perth ausgestellten Urkunde wird Roger als schottischer Kanzler erwähnt. Der schottische König hatte nach 1178 keinen neuen Kanzler ernannt, doch wann Roger genau zum Kanzler ernannt worden war, ist unklar, wobei er wahrscheinlich erst kurz zuvor ernannt worden war. Roger diente auch nur für ein oder höchstens zwei Jahre als Kanzler. Während dieser Zeit übernahm vermutlich der ranghohe Schreiber Hugh of Roxburgh die eigentliche Kanzleiarbeit. Bereits am 13. April 1189 ernannte der König Roger in Perth, wo der König häufig residierte, vor den versammelten schottischen Prälaten und Magnaten zum neuen Bischof des Bistums St Andrews, nach anderen Angaben wurde John durch den Einfluss des Königs in Perth gewählt. Das Amt des Bischofs von St Andrews war seit 1178 zwischen dem von den Kanonikern gewählten John the Scot und dem königlichen Kandidaten Hugh umstritten gewesen. In den folgenden, langjährigen Konflikt hatten sich mehrere Päpste eingemischt. Um John the Scot zum Verzicht auf das Bischofsamt zu bewegen, hatte der König ihm das Amt des Kanzlers angeboten, doch ihn schließlich nicht dazu ernannt. Nach dem Tod von Hugh 1188 wollte der König einen weiteren Machtkampf mit dem Papsttum vermeiden. Möglicherweise deshalb hatte er eigens Roger nach Schottland geholt und ihn erst zum Kanzler und dann zum Bischof ernannt, um so auch die Ansprüche von John the Scot auf die Ämter abzuweisen. Die Chronisten erwähnten ausdrücklich, dass John the Scot bei der Ernennung von Roger zum Bischof anwesend war und sie stillschweigend hinnahm. Als Bischof legte Roger das Amt des königlichen Kanzlers nieder, sein Nachfolger wurde Hugh of Roxburgh. Der schottische König war seit dem 1174 geschlossenen Vertrag von Falaise ein Vasall des englischen Königs Heinrich II. Die Förderung eines jungen englischen Adligen durch den schottischen König sollte vielleicht auch dem englischen König schmeicheln.

## Tätigkeit als Bischof

### Politische Tätigkeit
Roger wurde zum Diakon geweiht, doch obwohl er mit Sicherheit alt genug für eine Weihe zum Priester und zum Bischof war, verzögerten sich diese Weihen um neun Jahre. Ein Grund für diese lange Verzögerung war vermutlich der Dritte Kreuzzug, an dem Rogers Vater und sein ältester Bruder Robert de Beaumont ab 1189 teilnahmen. Wäre sein bislang unverheirateter Bruder während des Kreuzzugs gestorben, dann wäre Roger der Erbe des Earldoms of Leicester geworden. Doch warum er erst am 15. Februar 1198, also lange nach der Heimkehr seines Bruders zum Bischof geweiht wurde, ist unklar. Im Dezember 1189 begleitete Roger den schottischen König nach Canterbury, wo der König vom neuen englischen König Richard I. gegen Zahlung einer hohen Geldsumme aus der englischen Lehnshoheit entlassen wurde. Aus Rogers Zeit als Elekt sind sieben Urkunden erhalten, in denen er teils den Forderungen von Klöstern nach Befreiung von der bischöflichen Oberhoheit nachgab. Zwischen 1191 und 1195 unterstützte er David, Earl of Huntingdon, bei der Gründung von Lindores Abbey. Nach seiner Weihe zum Bischof 1198, die in Gegenwart des Königs stattgefunden hatte, handelte Roger wesentlich aktiver. Bis zu seinem Tod vier Jahre später ließ er 20 Urkunden ausstellen. Dazu unterstützte er weiterhin die Politik von König von Wilhelm. 1198 und 1202 gehörte er zu den Unterhändlern, die mit dem rebellischen Harold, Earl of Caithness und Orkney verhandelten. Daneben bezeugte er vier Urkunden des schottischen Königs. Vor allem diente er aber als schottischer Gesandter am englischen Königshof. Am 27. Mai 1199 nahm er an der Krönung des neuen englischen Königs Johann Ohneland teil. Anschließend reiste er mehrfach zwischen dem schottischen und dem englischen Königshof hin und her, da der schottische König vergeblich versuchte, seinen Anspruch auf das englische Earldom Northumberland durchzusetzen. Von 1199 bis 1200 diente er als Verwalter der vakanten Peterborough Abbey in England. Nachdem mit Acharius ein neuer Abt gewählt worden war, übergab Roger ihm das Kloster, nachdem er allen beweglichen Besitz hatte entfernen lassen. Noch mindestens bis zum 9. Februar 1201 war Roger in England.

### Tätigkeit in St Andrews
Während seiner Amtszeit als Bischof wurden die Einkünfte der Culdeer von St Andrews auf die benachbarte Stiftskirche St Mary of the Rock übertragen, deren Kanoniker oft im Dienst des Bischofs standen. Bereits vor 1194 hatte Roger für das Bistum St Andrews einen Offizial ernannt, der für ihn einen Großteil der bischöflichen Aufgaben übernahm. Als Bischof begünstigte Roger mehrere Verwandte von ihm, darunter einen Master Robert of Leicester und John of Leicester, den späteren Bischof von Dunkeld. In St Andrews ließ er vermutlich die Burg errichten. Vor 1198 ließ er das Marktkreuz und damit den Marktplatz von St Andrews von einem Platz vor dem Kathedralpriorat auf einen neuen Platz, der heutigen Market Street, innerhalb der Stadt verlegen.
Er wurde in St Andrews beigesetzt.

## Bewertung
Roger nutzte während seiner Karriere geschickt seine Stellung und seine Untergebenen aus. Für das Ansehen der Kirche waren Geistliche wie er schädlich.